# BMW B38
La sigla BMW B38 identifica una famiglia di motori endotermici sovralimentati a benzina, prodotta a partire dal 2014 dalla casa automobilistica tedesca BMW.

## Storia

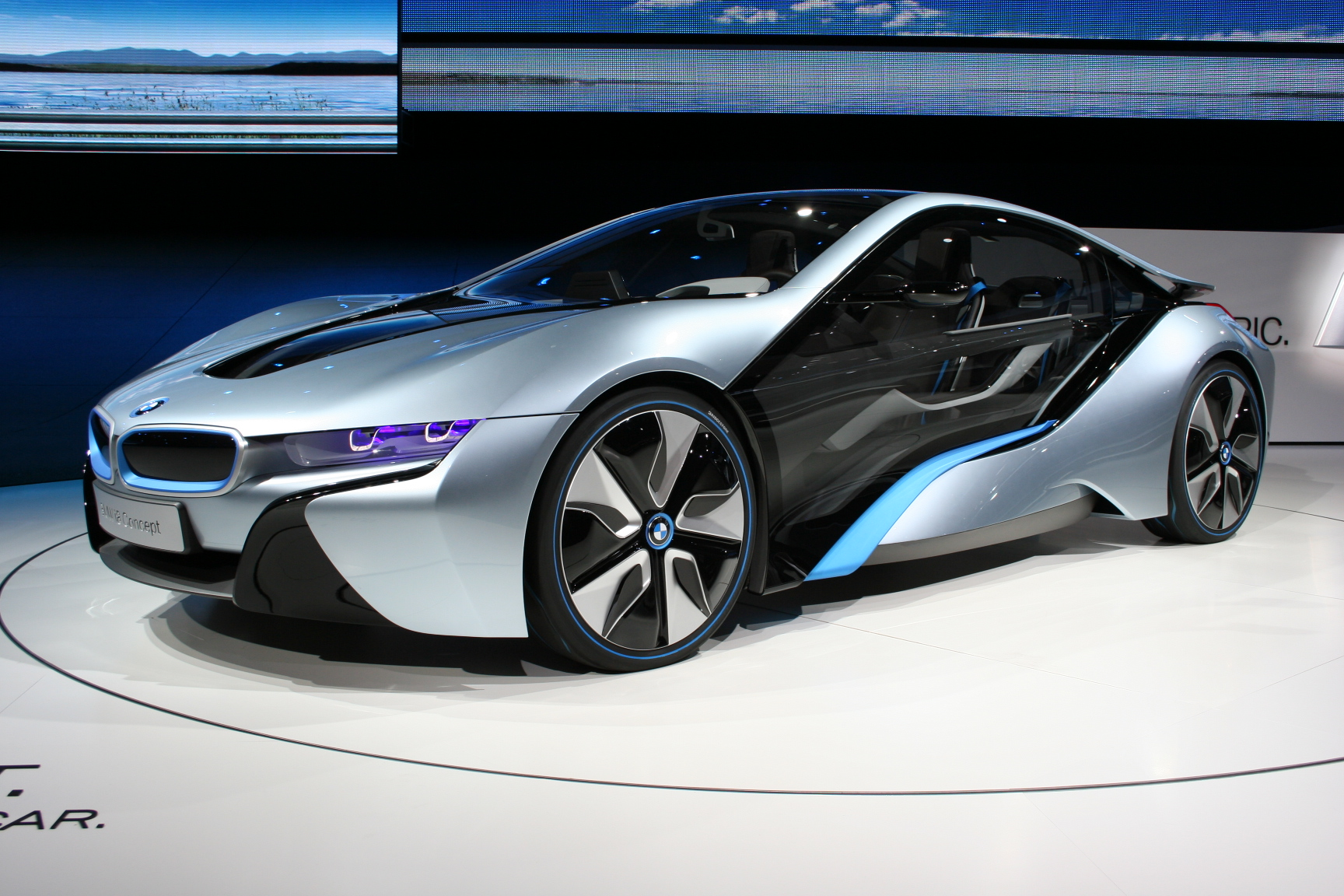
Il motore B38 ha debuttato sulla concept i8...

Si tratta del primo tricilindrico BMW della storia. Di questo motore, destinato a sostituire i motori Prince nei modelli BMW e Mini, si cominciò a vociferare già da diverso tempo prima del suo debutto su una vettura di serie. Già nei primi mesi del 2011 la stampa specializzata cominciò a parlare di motori a 3 cilindri che la BMW avrebbe utilizzato in futuro su alcuni modelli della sua gamma. 

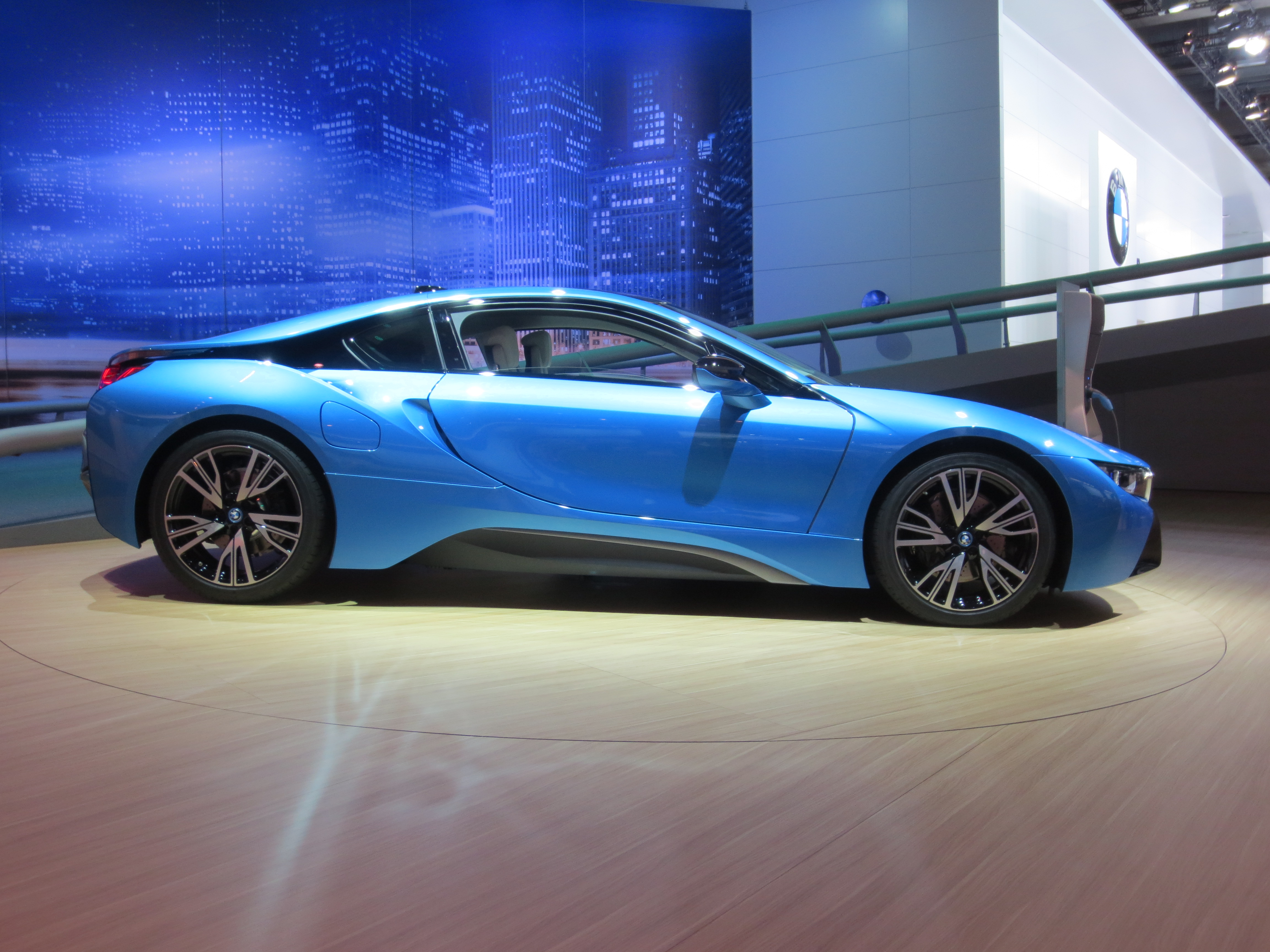
... per poi essere montato nella i8 di serie...

Nel settembre dello stesso anno, la BMW annunciò ufficialmente il futuro lancio di un inedito motore tricilindrico, secondo la tendenza al downsizing che a causa delle sempre più stringenti normative antinquinamento, si stava generalizzando presso tutte le Case automobilistiche.
La prima applicazione di questo motore su una vettura fu svelata al Salone di Francoforte del 2011, dove fu presentato il concept della BMW i8, la sportiva ibrida della Casa tedesca, che a un motore elettrico da 131 CV abbinava anche il motore endotermico a 3 cilindri che prefigurava proprio l'unità definitiva che avrebbe debuttato due anni e mezzo dopo, tra l'altro, anche nella versione definitiva della stessa i8.

## Caratteristiche

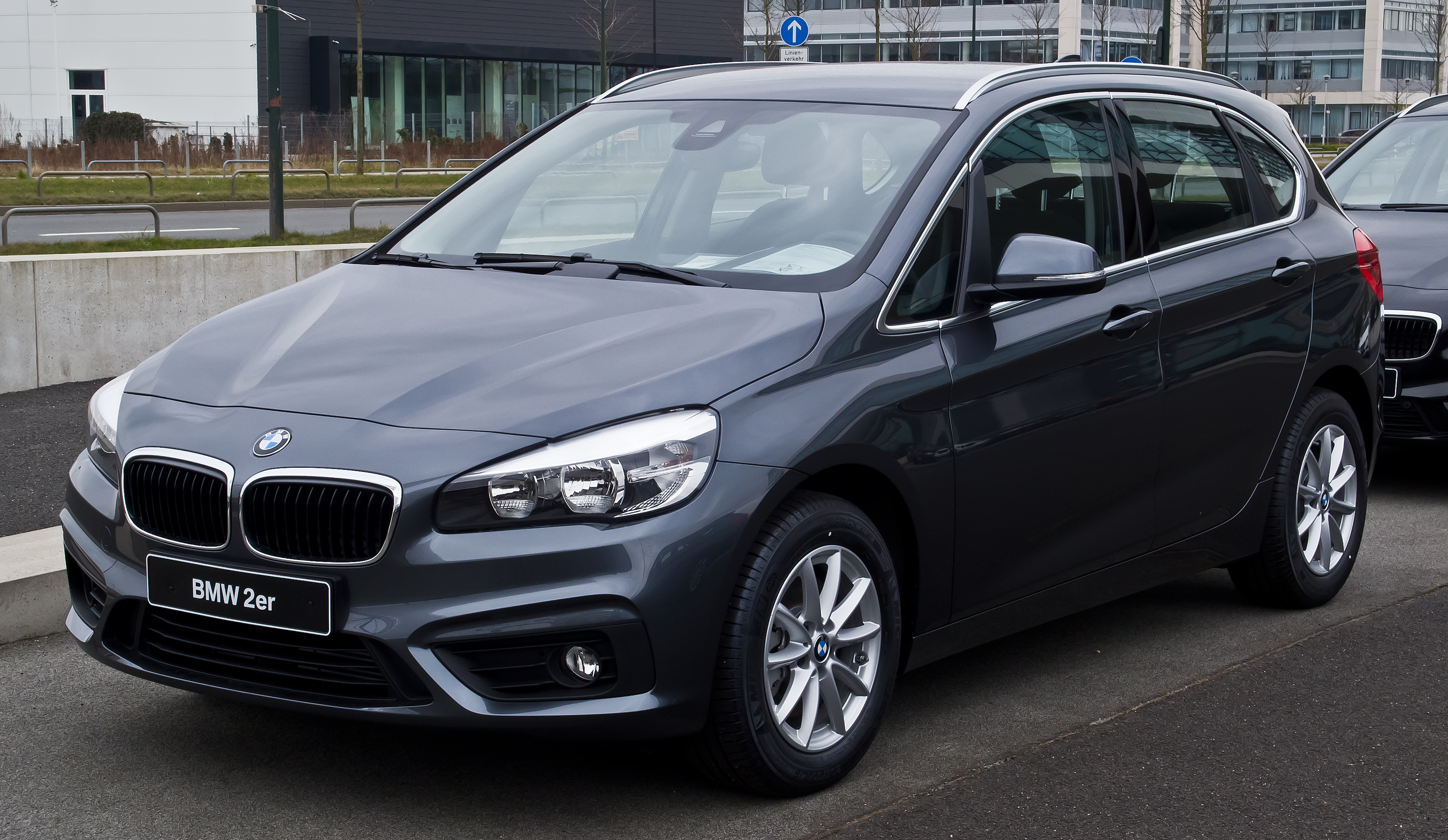
...e su altri modelli BMW come la Serie 2 Active Tourer.

Il tricilindrico B38 va a far parte di una più ampia famiglia di nuovi motori modulari, che comprende anche unità a 4 e a 6 cilindri, più un altro 4 cilindri a gasolio, tutte accomunate dal fatto di possedere un gran numero di componenti in comune, in modo da abbattere i costi di produzione.
Sia il motore B38 che gli altri tre motori di cui sopra possiedono la stessa cilindrata unitaria, pari a 499,6 cm³. Questo fatto comporta che il motore B38 è caratterizzato da una cubatura di 1,5 litri, più precisamente di 1499 cm³.
Il motore B38 è stato poi proposto anche in una versione di cilindrata inferiore da 1,2 litri. In generale, il motore B38 e gli altri due motori a benzina possiedono il 60% della componentistica in comune, mentre con l'unità B37 a gasolio la percentuale scende al 40%. 

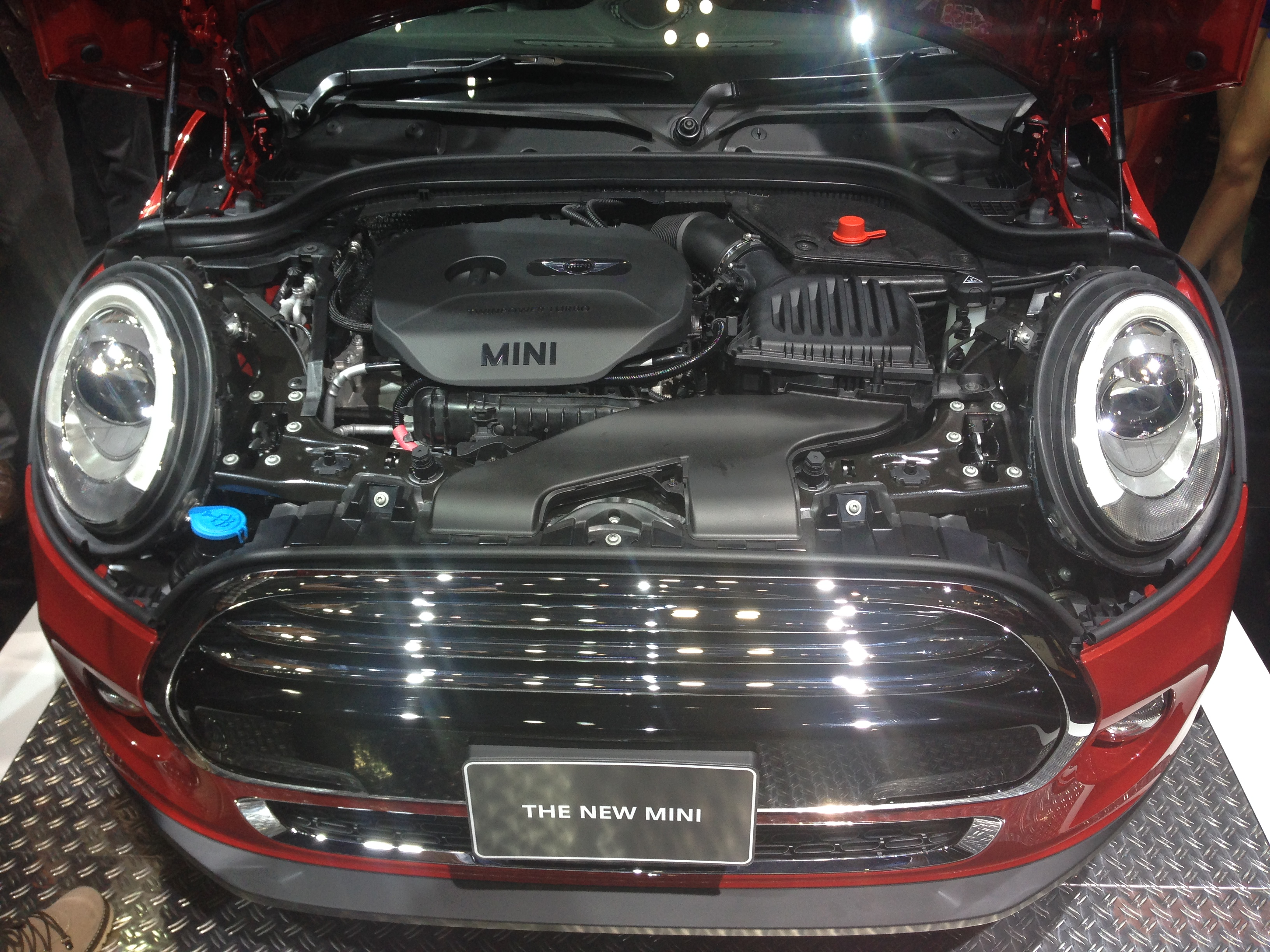
Una delle applicazioni del B38 al suo debutto si ha sulla terza generazione della Mini Cooper

È da sottolineare il fatto che il motore B38 è adattabile a qualsiasi schema di sovralimentazione mediante turbocompressore. Su tale motore può essere montato senza grossi adattamenti un turbocompressore di tipo normale, twin-scroll, biturbo o tri-turbo. Il turbocompressore può inoltre essere del tipo a geometria fissa o variabile. Nel caso delle prime varianti del B38 su modelli di serie, la soluzione adottata prevede un turbocompressore single-scroll (o mono-scroll) a geometria fissa.
Riepilogando, le due varianti del motore B38 possiedono le seguenti caratteristiche:
- architettura a 3 cilindri in linea;
- basamento in lega di alluminio;
- distribuzione a doppio asse a camme in testa;
- testata a 4 valvole per cilindro;
- variazione di fase mediante sistemi bi-VANOS (con Valvetronic per la versione da 1.5 litri);
- alimentazione a iniezione diretta;
- sovralimentazione mediante turbocompressore single-scroll a geometria fissa;
- rapporto di compressione: 11:1;
- albero a gomiti su 4 supporti di banco.

## Applicazioni
Del motore B38 esistono al momento due versioni, una da 1,2 litri e l'altra da 1,5 litri, a loro volta suddivise in più varianti. Le sue applicazioni sono le seguenti:
| Variante             | Alesaggio x corsa (mm) | Cilindrata (cm³) | Potenza CV/rpm | Coppia Nm/rpm  | Applicazioni                               | Anni di produzione             |
| -------------------- | ---------------------- | ---------------- | -------------- | -------------- | ------------------------------------------ | ------------------------------ |
| B38A12               | 78x83,6                | 1198             | 75/3800        | 150/1400       | Mini One First F56                         | 07/2014-11/2017                |
| B38A12               | 78x83,6                | 1198             | 75/3800        | 150/1400       | Mini Mk3 One First 5p F55                  | 03/2015-11/2017                |
| B38A12               | 78x83,6                | 1198             | 75/3800        | 150/1400       | Mini Mk3 Cabrio F57                        | 03/2016-11/2017                |
| B38B12U0             | 78x83,6                | 1198             | 102/ 4250-6000 | 180/ 1400-4000 | Mini One F55                               | 03/2014-11/2017                |
| B38B12U0             | 78x83,6                | 1198             | 102/ 4250-6000 | 180/ 1400-4000 | Mini Mk3 One First 5p F55                  | 11/2014-11/2017                |
| B38B12U0             | 78x83,6                | 1198             | 102/ 4250-6000 | 180/ 1400-4000 | Mini Mk3 Cabrio F57                        | 03/2016-11/2017                |
| B38B15               | 82x94,6                | 1499             | 102/ 4100-6000 | 180/ 1250-3900 | Mini Mk3 F54/F55/F56/F57                   | dal 03/2014                    |
| B38B15               | 82x94,6                | 1499             | 102/ 4100-6000 | 180/ 1250-3900 | Mini Countryman Mk2 One                    | 09/2017-06/2020 e dall'11/2020 |
| B38B15               | 82x94,6                | 1499             | 102/ 4100-6000 | 180/ 1250-3900 | BMW 216i Gran Tourer                       | 07/2015-02/2018                |
| B38B15U0             | 82x94,6                | 1499             | 109/ 4500-6000 | 180/ 1250-3900 | BMW 116i F20/F21                           | 03/2015-07/2019                |
| B38B15U0             | 82x94,6                | 1499             | 109/ 4300-6500 | 190/ 1380-3800 | BMW 116i F40                               | dall'11/2020                   |
| B38B15U0             | 82x94,6                | 1499             | 109/ 4300-6500 | 190/ 1380-3800 | BMW 216i Active Tourer F45                 | 03/2018-09/2021                |
| B38B15U0             | 82x94,6                | 1499             | 109/ 4300-6500 | 190/ 1380-3800 | BMW 216i Gran Tourer                       | 03/2018-12/2021                |
| B38A15               | 82x94,6                | 1499             | 125/ 5000-5500 | 220/ 1500-3800 | BMW X1 xDrive25e F48                       | dal 03/2020                    |
| B38A15               | 82x94,6                | 1499             | 125/ 5000-5500 | 220/ 1500-3800 | BMW X2 xDrive15e                           | dal 07/2020                    |
| B38A15M0             | 82x94,6                | 1499             | 136/ 4400-6000 | 220/ 1250-4300 | BMW 118i Sedan F52                         | 02/2017-10/2019                |
| B38B15M0             | 82x94,6                | 1499             | 136/ 4500-6000 | 220/ 1250-4500 | Mini Mk3 Cooper F54/F55/F56/F57            | dal 03/2014                    |
| B38B15M0             | 82x94,6                | 1499             | 136/ 4500-6000 | 220/ 1250-4500 | Mini Countryman Mk2 Cooper                 | 01/2017-06/2020                |
| B38B15M0             | 82x94,6                | 1499             | 136/ 4500-6000 | 220/ 1250-4500 | BMW 118i F20                               | 07/2015-07/2019                |
| B38B15M0             | 82x94,6                | 1499             | 136/ 4500-6000 | 220/ 1250-4500 | BMW 218i F22                               | 06/2015-07/2021                |
| B38B15M0             | 82x94,6                | 1499             | 136/ 4500-6000 | 220/ 1250-4500 | BMW 218i F23                               | 03/2015-07/2021                |
| B38B15M0             | 82x94,6                | 1499             | 136/ 4500-6000 | 220/ 1250-4500 | BMW 218i Active Tourer/Gran Tourer F45/F46 | 09/2014-02/2018                |
| B38B15M0             | 82x94,6                | 1499             | 136/ 4500-6000 | 220/ 1250-4500 | BMW 318i F30/F31                           | dal 06/2015                    |
| B38B15M0             | 82x94,6                | 1499             | 136/ 4500-6000 | 220/ 1250-4500 | BMW X1 sDrive18i F48                       | 06/2015-07/2017 e dall'11/2020 |
| B38B15M0             | 82x94,6                | 1499             | 136/ 4400-6500 | 230/ 1500-4000 | BMW 218i Active Tourer U06                 | dall'11/2021                   |
| B38B15M0             | 82x94,6                | 1499             | 136/ 4400-6500 | 230/ 1500-4000 | Mini Countryman Mk2 SE ALL4                | dal 03/2017                    |
| B38B15M0             | 82x94,6                | 1499             | 136/ 4500-6500 | 220/ 1500-4100 | BMW 118i F40                               | dall'11/2020                   |
| B38B15M0             | 82x94,6                | 1499             | 136/ 4500-6500 | 220/ 1500-4100 | BMW 218i Gran Coupé F44                    | dall'11/2020                   |
| B38B15M0             | 82x94,6                | 1499             | 136/ 4500-6500 | 220/ 1500-4100 | BMW 218i Active Tourer/Gran Tourer F45/F46 | 11/2020-12/2021                |
| B38B15M0             | 82x94,6                | 1499             | 136/ 4500-6500 | 220/ 1500-4100 | BMW X2 sDrive18i / xDrive18i F39           | dall'11/2020                   |
| B38K15M0 (ibrida)    | 82x94,6                | 1499             | 136/4400       | 220/ 1250-4300 | BMW 225xe Active Tourer F45                | 05/2016-09/2021                |
| B38K15M0 (ibrida)    | 82x94,6                | 1499             | 136/4400       | 220/ 1250-4300 | Mini Countryman SE All4                    | dal 03/2017                    |
| B38A15M1             | 82x94,6                | 1499             | 140/ 4200-6500 | 220/ 1480-4600 | BMW 118i F40                               | 09/2019-11/2020                |
| B38A15M1             | 82x94,6                | 1499             | 140/ 4600-6500 | 220/ 1480-4200 | BMW 120i Sedan F52                         | dal 10/2019                    |
| B38A15M1             | 82x94,6                | 1499             | 140/ 4600-6500 | 220/ 1480-4200 | BMW 218i Gran Coupé F44                    | 03/2020-11/2020                |
| B38A15M1             | 82x94,6                | 1499             | 140/ 4600-6500 | 220/ 1480-4200 | BMW X1 sDrive18i F48                       | 07/2017-11/2020                |
| B38A15M1             | 82x94,6                | 1499             | 140/ 4600-6500 | 220/ 1480-4200 | BMW X2 sDrive18i e xDrive20i F39           | 03/2018–11/2020                |
| B38A15M1             | 82x94,6                | 1499             | 140/ 4500-6500 | 220/ 1480-4200 | BMW 218i Active Tourer/Gran Tourer F45/F46 | 03/2018–11/2020                |
| B38K15 (microibrida) | 82x94,6                | 1499             | 156/ 4700-6500 | 280/ 1500-4400 | BMW 220i Active Tourer U06                 | dall'11/2021                   |
| B38K15T0 (ibrida)    | 82x94,6                | 1499             | 231/5800       | 320/3700       | BMW i8                                     | 2014-20                        |
| B38K15T0 (ibrida)    | 82x94,6                | 1499             | 231/ 5800-6000 | 320/3700       | BMW i8 Roadster                            | 2018-20                        |